# Quango
Quango è un videogioco rompicapo d'azione pubblicato nel 1984 per Commodore 64 dalla Interceptor Software. Si controlla un robot che scava in un labirinto sotterraneo e deve evitare rocce che cadono e altri pericoli. Appartiene al filone del più noto Boulder Dash, uscito in precedenza nello stesso anno, sebbene le riviste europee dell'epoca non fecero notare la somiglianza (Personal Computer News lo considerò invece una variante di Dig Dug).

## Modalità di gioco
Il giocatore controlla un robot scavatore fluttuante in un labirinto bidimensionale a scorrimento nelle quattro direzioni, visto in sezione. Sottili pareti di roccia o mattoni non oltrepassabili formano gli stretti cunicoli del labirinto, spesso riempiti di terra che può essere velocemente rimossa al proprio passaggio. L'obiettivo è raccogliere dei funghi sparsi per lo scenario.
La difficoltà del gioco è data sia dai movimenti precisi in spazi stretti da effettuare rapidamente, sia dalla necessità di pianificare i percorsi per non rimanere uccisi o intrappolati senza via d'uscita. Si può mettere in pausa per pianificare.
Molte rocce tondeggianti sono sostenute dalla terra e cadono dopo pochi istanti se si scava sotto di esse, con il rischio di schiacciare o bloccare il protagonista. Ci sono delle piante sepolte che funzionano in modo circa opposto alle rocce: se si scava sopra di esse, crescono rapidamente verso l'alto fin dove c'è spazio vuoto, e possono uccidere il protagonista e bloccare irreversibilmente il passaggio. Una roccia che cade e una pianta in crescita possono fermarsi a vicenda.
Negli spazi vuoti compaiono progressivamente i robot nemici, che vagano e sono letali se toccati, ma non possono scavare. Le rocce cadenti possono eliminare anche gli altri robot.
Un uccello nemico, il "Quango" del titolo, inizia ad apparire quando si passa vicino a un suo uovo, e fa dei frequenti voli orizzontali, passando attraverso terra e rocce come se non ci fossero, senza scavare. Anche il Quango è letale al contatto e non si può nemmeno uccidere con le rocce cadenti.
Il protagonista è dotato di bombe a tempo in quantità limitata. Una bomba elimina tutta la terra e i robot entro un certo raggio, incluso il robot del giocatore se non si allontana in fretta. L'esplosione non fa nulla alla roccia, ma ha effetto anche al di là di essa.
Ci sono in tutto 8 livelli che variano poco nella conformazione. Negli ultimi quattro sono presenti anche acque sotterranee che possono allagare.
Si hanno più vite, ma ogni volta che se ne perde una il livello corrente va ritentato tutto da capo.